# 莫瓦塔卡 (密歇根州)
莫瓦塔卡（英語：Meauwataka）是位於美國密歇根州韋克斯福德縣科爾法克斯鎮區的一個非建制地區。

## 地理
莫瓦塔卡所處的海拔為高於海平面417米（即1368英呎），而該地所採用的時區為UTC-5，即北美东部時區（EST）。同時該地設有夏令時間，為UTC-5調快一小時，即UTC-4（EDT）。